# Giáo phận Kon Tum

Huy hiệu giám mục Aloisiô Nguyễn Hùng Vị.

Giáo phận Kon Tum (tiếng Latin: Dioecesis Kontumensis) là một giáo phận Công giáo Rôma ở Việt Nam, là giáo phận lâu đời nhất vùng Tây Nguyên. Địa giới gồm phần phía tây của hai tỉnh Gia Lai và Quảng Ngãi có diện tích 25.225 km², là địa bàn sinh sống chủ yếu của các sắc tộc bản địa: Gia Rai, Ba Na, Xơ Đăng, Giẻ Triêng.
Tính đến cuối năm 2017, giáo phận có 342.281 giáo dân (chiếm 18,6% dân số) trong tổng số dân trên địa bàn là 1.833.200 người. Linh mục đoàn gồm 72 linh mục dòng và 88 linh mục triều quản lý 101 giáo xứ chia làm 10 giáo hạt.
Đương kim giám mục là Aloisiô Nguyễn Hùng Vị quản lý giáo phận từ năm 2015.

## Lịch sử
Đầu năm 1842, Giám mục Tông tòa Đàng Trong  Stêphanô Théodore Cuénot Thể đã cử 2 linh mục J.C. Miche Mịch, Duclos Lộ cùng thầy giảng Micae Cuông tới vùng Tây Nguyên để khai cuộc truyền giáo. Tuy nhiên, chuyến đi đầu tiên này không thành công, vì vậy liên tiếp trong những năm 1842-1846, Giám mục Cuénot Thể liên tiếp sai linh mục, thầy giảng và giáo dân tìm đường lên Tây Nguyên qua ngả Quảng Nam, Quảng Ngãi, nhưng việc đều không thành.
Năm 1848, Tự Đức lên ngôi và ban hành chỉ dụ cấm đoán Công giáo. Một nhà truyền giáo trẻ người Việt là Nguyễn Do đã tìm cách mở đường lên vùng Bắc Tây Nguyên lánh nạn. Ông tìm thấy một thung lũng khá rộng, đất đai phì nhiêu nằm trên sông Dak Bla có thể định cư sinh sống, thời bấy giờ vẫn còn rất hoang sơ với cư dân thưa thớt và hầu như không có bóng dáng người Kinh. Hai năm sau đó, 2 linh mục Pháp và 7 thầy giảng người Việt, cùng nhiều tín đồ, phần đông là người tỉnh Bình Định và Quảng Ngãi, đã lánh nạn lên đây sinh sống, định cư, lập thành làng Gò Mít, nay là khu Tân Hương, trung tâm thành phố Kontum. Hai trong 4 trung tâm truyền giáo đầu tiên của vùng Tây Nguyên được đặt ở vùng Kontum ngày nay: Kon Kơ Xâm (do linh mục Combes phụ trách, truyền giáo bộ tộc Bahnar-Jơlơng) và Kon Trang (do linh mục Dourisboure phụ trách, truyền giáo bộ tộc Sêđăng).
Năm 1898, thực dân Pháp lập tòa đại lý hành chính ở nơi đây và trực thuộc Tòa Khâm sứ Quy Nhơn, giao cho linh mục thừa sai P. Viallenton Truyền cai quản. Năm 1907, tòa đại lý đổi thành tòa công sứ, lúc đó tỉnh Kontum bao gồm cả hai tỉnh Pleiku và Darlac. Darlac tách ra khỏi Kontum vào năm 1923, rồi Pleiku cũng tách ra vào năm 1929. Ngày 14 tháng 1 năm 1932, Giáo hoàng Piô XI quyết định thành lập Địa phận Kon Tum gồm ba tỉnh Kontum, Pleiku, Darlac và một phần lãnh thổ Attâpư thuộc Lào, phong Linh mục  M. Jannin Phước làm Giám mục hiệu tòa Gadara và bổ nhiệm ông làm Đại diện Tông tòa Địa phận Kontum.
Ngày 22 tháng 6 năm 1967, Giáo hoàng Phaolô VI ra Sắc chỉ Qui Dei Benignitate, tách tỉnh Darlac thuộc Giáo phận Kontum, các tỉnh Quảng Đức và Phước Long thuộc Giáo phận Đà Lạt, hợp lại để thành lập Giáo phận Ban Mê Thuột. Từ đó, Giáo phận Kon Tum ổn định địa giới cho đến ngày nay.
Địa giới giáo phận: phía bắc giáp giáo phận Đà Nẵng, phía nam giáp giáo phận Ban Mê Thuột, phía đông giáp giáo phận Qui Nhơn, phía tây bắc giáp Hạt Đại diện Tông tòa Pakse (Lào), phía tây nam giáp Hạt Phủ doãn Tông tòa Kampong Cham (Campuchia).

## Danh sách các giáo  hạt và giáo xứ
Miền Kontum có 3 giáo hạt. Miền Pleiku có 7 giáo hạt.
| Stt | Giáo xứ      | Địa chỉ                                            |
| --- | ------------ | -------------------------------------------------- |
| 1   | Chính Tòa    | 13 Nguyễn Huệ, P. Kon Tum, tỉnh Quảng Ngãi         |
| 2   | Đắk Kia      | Buôn Đắk Kia, xã Ia Chim, tỉnh Quảng Ngãi          |
| 3   | Đắk Tân      | Xã Kon Braih, tỉnh Quảng Ngãi                      |
| 4   | Klâu Rơngol  | Thôn Klâu Rơngol, xã Ia Chim, tỉnh Quảng Ngãi      |
| 5   | Kon Jơdreh   | Xã Đăk Rơ Wa, tỉnh Quảng Ngãi                      |
| 6   | Kon Rơbang   | Xã Ngọk Bay, tỉnh Quảng Ngãi                       |
| 7   | Kon Xơmluh   | QL24, xã Kon Braih, tỉnh Quảng Ngãi                |
| 8   | Măng La      | Xã Ngọk Bay, tỉnh Quảng Ngãi                       |
| 9   | Phương Hòa   | Đường Nguyễn Văn Linh, P. Đắk Bla, tỉnh Quảng Ngãi |
| 10  | Phương Nghĩa | 03 Lý Tự Trọng, P. Kon Tum, tỉnh Quảng Ngãi        |
| 11  | Phương Quý   | Xã Ngọk Bay, tỉnh Quảng Ngãi                       |
| 12  | Plei Jơdrâp  | Xã Ia Chim, tỉnh Quảng Ngãi                        |
| 13  | Plei Rơhai   | Đường Đặng Tiến Đông, P. Đắk Bla, tỉnh Quảng Ngãi  |
| 14  | Tân Điền     | Thôn 5, xã Ia Chim, tỉnh Quảng Ngãi                |
| 15  | Tân Hương    | 540 Nguyễn Huệ, P. Kon Tum, tỉnh Quảng Ngãi        |
| 16  | Tân Phát     | Xã Đắk Rơ Wa, tỉnh Quảng Ngãi                      |
| 17  | Tân Phú      | 805 Phạm Văn Đồng, P. Đắk Bla, tỉnh Quảng Ngãi     |
| 18  | Trung Nghĩa  | Thôn 3, xã Đắk Rơ Wa, tỉnh Quảng Ngãi              |
| 19  | Võ Lâm       | 274 Trần Nhân Tông, P. Kon Tum, tỉnh Quảng Ngãi    |

| Stt | Giáo xứ      | Địa chỉ                               |
| --- | ------------ | ------------------------------------- |
| 1   | Đăk Kơđem    | Xã Đăk Ui, tỉnh Quảng Ngãi            |
| 2   | Đăk Mút      | Xã Đăk Mar, tỉnh Quảng Ngãi           |
| 3   | Hơmoong Kơtu | Xã Sa Bình, tỉnh Quảng Ngãi           |
| 4   | Kleng        | Xã Sa Thầy, tỉnh Quảng Ngãi           |
| 5   | Kon Bơbăn    | Xã Ngọk Réo, tỉnh Quảng Ngãi          |
| 6   | Kon Gung     | Xã Đăk Mar, tỉnh Quảng Ngãi           |
| 7   | Ling La      | Xã Đăk Pxi, tỉnh Quảng Ngãi           |
| 8   | Plei Kơbey   | Xã Sa Bình, tỉnh Quảng Ngãi           |
| 9   | Rờ Kơi       | Làng Kram, xã Rờ Kơi, tỉnh Quảng Ngãi |

| Stt | Giáo xứ      | Địa chỉ                                   |
| --- | ------------ | ----------------------------------------- |
| 1   | Đăk Chô      | Xã Ngọk Tụ, tỉnh Quảng Ngãi               |
| 2   | Đăk Jâk      | Xã Đăk Môn, tỉnh Quảng Ngãi               |
| 3   | Đăk Long     | Xã Đăk Long, tỉnh Quảng Ngãi              |
| 4   | Đăk Mot      | Xã Bờ Y, tỉnh Quảng Ngãi                  |
| 5   | Đăk Rao Kram | Xã Đắk Tô, tỉnh Quảng Ngãi                |
| 6   | Đăk Tuk      | Thôn Đăk Tuk, xã Đắk Pék, tỉnh Quảng Ngãi |
| 7   | Hơ Moong     | Thôn Đăk Wơk, xã Sa Bình, tỉnh Quảng Ngãi |
| 8   | Kon Hring    | Thôn 5, xã Đăk Tô, tỉnh Quảng Ngãi        |
| 9   | Tea Hnă      | Xã Đăk Tờ Kan, tỉnh Quảng Ngãi            |
| 10  | Tea Rơxá     | Xã Kon Đào, tỉnh Quảng Ngãi               |

| Stt | Giáo xứ            | Địa chỉ                                                      |
| --- | ------------------ | ------------------------------------------------------------ |
| 1   | An Mỹ              | P. An Phú, tỉnh Gia Lai                                      |
| 2   | Đức An             | 20 Wừu, P. Diên Hồng, tỉnh Gia Lai                           |
| 3   | Hiếu Đạo           | Nhà thờ bị trưng dụng làm Nhà Văn Hóa Thiếu Nhi tỉnh Gia Lai |
| 4   | Hiếu Đức           | Tổ 13 Huỳnh Thúc Kháng, P. Diên Hồng, tỉnh Gia Lai           |
| 5   | Hiếu Nghĩa         | P. Thống Nhất, tỉnh Gia Lai                                  |
| 6   | Hòa Bình           | 82 Hàn Thuyên, xã Biển Hồ, tỉnh Gia Lai                      |
| 7   | Mẹ Vô Nhiễm Hoa Lư | 175 Cách Mạng Tháng Tám, P. Pleiku, tỉnh Gia Lai             |
| 8   | Phaolô Pleiku      | 325 Nguyễn Viết Xuân, P. Hội Phú, tỉnh Gia Lai               |
| 9   | Phú Thọ            | Thôn 11, P. An Phú, tỉnh Gia Lai                             |
| 10  | Plei Chuet         | P. An Phú, tỉnh Gia Lai                                      |
| 11  | Thăng Thiên        | 02 Quang Trung, P. Pleiku, tỉnh Gia Lai                      |
| 12  | Thánh Tâm          | 542 Hùng Vương, P. Pleiku, tỉnh Gia Lai                      |
| 13  | Tiên Sơn           | Xã Biển Hồ, tỉnh Gia Lai                                     |
| 14  | Trà Đa             | Đường Dương Minh Châu, P. Pleiku, tỉnh Gia Lai               |
| 15  | Vinh Sơn           | Thôn Ia Klai, xã Ia Băng, tỉnh Gia Lai                       |

| Stt | Giáo xứ  | Địa chỉ                                   |
| --- | -------- | ----------------------------------------- |
| 1   | An Khê   | 198 Quang Trung, P. An Khê, tỉnh Gia Lai  |
| 2   | An Sơn   | P. An Bình, tỉnh Gia Lai                  |
| 3   | Chợ Đồn  | 821 Quang Trung, P. An Bình, tỉnh Gia Lai |
| 4   | Đồng Sơn | P. An Bình, tỉnh Gia Lai                  |

| Stt | Giáo xứ       | Địa chỉ                                          |
| --- | ------------- | ------------------------------------------------ |
| 1   | Bon Ama Djơng | 149 Trần Hưng Đạo, P. Ayun Pa, tỉnh Gia Lai      |
| 2   | Bôn Ơi Nu     | Xã Uar, tỉnh Gia Lai                             |
| 3   | Chroh Ale     | Đường Bon Sô Ama Mrơng, xã Ia Hiao, tỉnh Gia Lai |
| 4   | Phú Bổn       | 186 Trần Hưng Đạo, P. Ayun Pa, tỉnh Gia Lai      |
| 5   | Phú Thiện     | Xã Phú Thiện, tỉnh Gia Lai                       |
| 6   | Phú Túc       | Xã Phú Túc, tỉnh Gia Lai                         |
| 7   | Plei Athai    | Xã Phú Thiện, tỉnh Gia Lai                       |

| Stt | Giáo xứ        | Địa chỉ                                 |
| --- | -------------- | --------------------------------------- |
| 1   | Châu Khê       | Xã Mang Yang, tỉnh Gia Lai              |
| 2   | Đe Sơmei       | Xã Đăk Sơmei, tỉnh Gia Lai              |
| 3   | Kon Mahar      | Xã Đăk Sơmei, tỉnh Gia Lai              |
| 4   | Kon Thụp       | Làng Đak Pnan, xã Lơ Pang, tỉnh Gia Lai |
| 5   | La Sơn         | Xã Ia Băng, tỉnh Gia Lai                |
| 6   | Lệ Cần         | Xã Đăk Đoa, tỉnh Gia Lai                |
| 7   | Lệ Chí         | Xã Kon Gang, tỉnh Gia Lai               |
| 8   | Phaolô H’neng  | Thôn 4, xã Đăk Đoa, tỉnh Gia Lai        |
| 9   | Phú Yên – H’ra | Xã H’ra, tỉnh Gia Lai                   |
| 10  | Plei Bông      | Xã Ayun, tỉnh Gia Lai                   |

| Stt | Giáo xứ        | Địa chỉ                          |
| --- | -------------- | -------------------------------- |
| 1   | Đức Bà Biển Hồ | Xã Biển Hồ, tỉnh Gia Lai         |
| 2   | Hà Bầu         | Xã Biển Hồ, tỉnh Gia Lai         |
| 3   | Hòa Phú        | Thôn 2, xã Chư Păh, tỉnh Gia Lai |
| 4   | Ia Kha         | Xã Ia Grai, tỉnh Gia Lai         |
| 5   | Ia Tô          | Xã Ia Krái, tỉnh Gia Lai         |
| 7   | Plei Jut       | Xã Ia Hrung, tỉnh Gia Lai        |
| 8   | Plei Tơwer     | Xã Chư Păh, tỉnh Gia Lai         |
| 9   | Ngô Sơn        | Xã Biển Hồ, tỉnh Gia Lai         |
| 10  | Ninh Đức       | Xã Chư Păh, tỉnh Gia Lai         |

| Stt | Giáo xứ        | Địa chỉ                              |
| --- | -------------- | ------------------------------------ |
| 1   | Đức Hưng       | Xã Bàu Cạn, tỉnh Gia Lai             |
| 2   | Hoàng Yên      | Xã Chư Prông, tỉnh Gia Lai           |
| 3   | Ia Pia         | Xã Ia Pia, tỉnh Gia Lai              |
| 4   | Phú Mỹ         | Thôn Phú Mỹ, xã Ia Tôr, tỉnh Gia Lai |
| 5   | Plei Rơng Khóp | Xã Ia Krêl, tỉnh Gia Lai             |
| 6   | Thanh Bình     | QL19, xã Bàu Cạn, tỉnh Gia Lai       |
| 7   | Thanh Hà       | Xã Chư Prông, tỉnh Gia Lai           |

| Stt | Giáo xứ            | Địa chỉ                                  |
| --- | ------------------ | ---------------------------------------- |
| 1   | An Tôn             | Xã Al Bá, tỉnh Gia Lai                   |
| 2   | H’Bông             | Xã Ia Hrú, tỉnh Gia Lai                  |
| 3   | Ia Blứ             | Thôn Phú Vinh, xã Ia Le, tỉnh Gia Lai    |
| 4   | Ia Dreng           | Xã Ia Hrú, tỉnh Gia Lai                  |
| 5   | Ia Hrú – Phú Quang | Xã Ia Hrú, tỉnh Gia Lai                  |
| 6   | Phaolô – Ia Tiêm   | Xã Bờ Ngoong, tỉnh Gia Lai               |
| 7   | Phú Nhơn           | 323 Hùng Vương, xã Chư Pưh, tỉnh Gia Lai |
| 8   | Plei Kly           | Thôn Hòa An, xã Chư Pưh, tỉnh Gia Lai    |
| 9   | Mân Côi            | Thôn Ia Long, xã Chư Sê, tỉnh Gia Lai    |
| 10  | Mỹ Thạch           | 365 Hùng Vương, xã Chư Sê, tỉnh Gia Lai  |

## Các danh địa giáo phận

### Nhà thờ chính tòa và Tòa Giám mục
Nhà thờ chính tòa Kon Tum còn được gọi là Nhà thờ gỗ Kontum, địa chỉ: 13 Nguyễn Huệ, phường Thống Nhất, thành phố Kon Tum.
Tòa giám mục Giáo phận Kon Tum đặt tại 146 Trần Hưng Đạo, phường Thắng Lợi, thành phố Kon Tum, tỉnh Kon Tum

## Các đời giám mục quản nhiệm
| STT                           | Tên                               | Thời gian quản nhiệm          | Ghi chú                         |
| Hạt Đại diện Tông tòa Kon Tum | Hạt Đại diện Tông tòa Kon Tum     | Hạt Đại diện Tông tòa Kon Tum | Hạt Đại diện Tông tòa Kon Tum   |
| ----------------------------- | --------------------------------- | ----------------------------- | ------------------------------- |
| 1 †                           | Martial Pierre Marie Jannin Phước | 1933-1940                     |                                 |
| 2 †                           | Jean Liévin Joseph Sion Khâm      | 1941-1951                     |                                 |
| 3 †                           | Paul-Léon Seitz Kim               | 1952-1960                     |                                 |
| Giáo phận Kon Tum             |                                   |                               |                                 |
|                               | Paul-Léon Seitz Kim               | 1960-1975                     |                                 |
| 4 †                           | Alexis Phạm Văn Lộc               | 1975 1975-1995                | Giám mục phó Giám mục chính tòa |
| 5 †                           | Phêrô Trần Thanh Chung            | 1981-1995 1995-2003           | Giám mục phó Giám mục chính tòa |
| 6                             | Micae Hoàng Đức Oanh              | 2003-2015                     |                                 |
| 7                             | Aloisiô Nguyễn Hùng Vị            | 2015-nay                      |                                 |

- : Giám mục chính tòa
- : Giám mục phó, phụ tá hoặc Giám quản Tông tòa, Đại diện Tông tòa